# Exame Nacional do Ensino Médio
Exame Nacional do Ensino Médio (ENEM) é uma prova de admissão à educação superior realizada pelo Instituto Nacional de Estudos e Pesquisas Educacionais Anísio Teixeira (INEP), autarquia vinculada ao Ministério da Educação do Brasil. Foi criado em 1998, no governo do então presidente Fernando Henrique Cardoso inicialmente para avaliar a qualidade do ensino médio no país. Seu resultado só iria servir para o acesso ao ensino superior em universidades públicas brasileiras em 2004, após o presidente Luiz Inácio Lula da Silva sancionar a lei do Programa Universidade para Todos (ProUni). Em janeiro de 2010, o Sistema de Seleção Unificada (SISU) foi desenvolvido pelo MEC para os candidatos se inscreverem em instituições de ensino superior públicas.
Em 2014, o Enem era o maior exame vestibular do Brasil, em número de inscritos, cerca de oito milhões, e o segundo maior do mundo, atrás somente do Gāo Kǎo, o exame de admissão do ensino superior da República Popular da China. O exame também é equivalente ao Baccalauréat da França, ao Abitur da Alemanha, ao A Levels do Reino Unido (exceto Escócia), ao Highers da Escócia, ao Selectividad da Espanha, ao Instituto de Avaliação Educativa (IAVE) de Portugal, ao Daigaku Nyūshi Center Shiken do Japão, ao Suneung da Coreia do Sul e ao SAT e ACT dos Estados Unidos.
A prova também é feita por pessoas com interesse em ganhar bolsa integral ou parcial em universidade particular por meio do Programa Universidade para Todos (ProUni), ou para obtenção de financiamento por meio do Fundo de Financiamento ao Estudante do Ensino Superior (Fies). Entre 2009 e 2016, o exame serviu também como certificação de conclusão do ensino médio em cursos de Educação de Jovens e Adultos (EJA), antigo supletivo, substituindo o Exame Nacional para Certificação de Competências de Jovens e Adultos (Encceja), que voltou a ser realizado a partir de 2017. Em algumas universidades, substituiu o tradicional vestibular.
Apesar de seu sucesso como forma de ampliar o acesso ao ensino superior, o Exame acumulou controvérsias durante sua história. A edição de 2009 foi cancelada após o vazamento da prova. Em 2010, uma falha na impressão das provas prejudicou candidatos. Em 2019, ocorreram inconsistências nas notas dos candidatos. Em 2021, às vésperas do Exame, funcionários do INEP demitiram-se massivamente, alegando "pressões ideológicas" por parte do Instituto e denunciaram a censura prévia de questões no ENEM.

## História
Criado em 1998 durante a gestão do ministro da Educação Paulo Renato Souza, no governo Fernando Henrique Cardoso, o Enem teve por princípio avaliar anualmente o aprendizado dos alunos do ensino médio em todo o país para auxiliar o ministério na elaboração de políticas pontuais e estruturais de melhoria do ensino brasileiro por meio dos Parâmetros Curriculares Nacionais (PCNs) do Ensino Médio e Fundamental, promovendo alterações nos mesmos conforme indicasse o cruzamento de dados e pesquisas nos resultados do Enem. Foi a primeira iniciativa de avaliação geral do sistema de ensino implantado no Brasil. Outra função conferida ao ENEM era o de influenciar mudanças nos currículos de ensino médio. Para isso, buscou-se aumentar a importância do exame, e, já na segunda edição, este foi utilizado como modalidade de acesso alternativa ao vestibular de 93 instituições de ensino superior. O primeiro modelo de prova do Enem, utilizado entre 1998 e 2008, tinha 63 questões aplicadas em um dia de prova. A prova passou, a partir de 2004, a servir para ingresso em cursos superiores no caso de candidatos que, com a nota do exame, se inscrevessem para conseguir bolsa de estudo em faculdades particulares pelo ProUni.

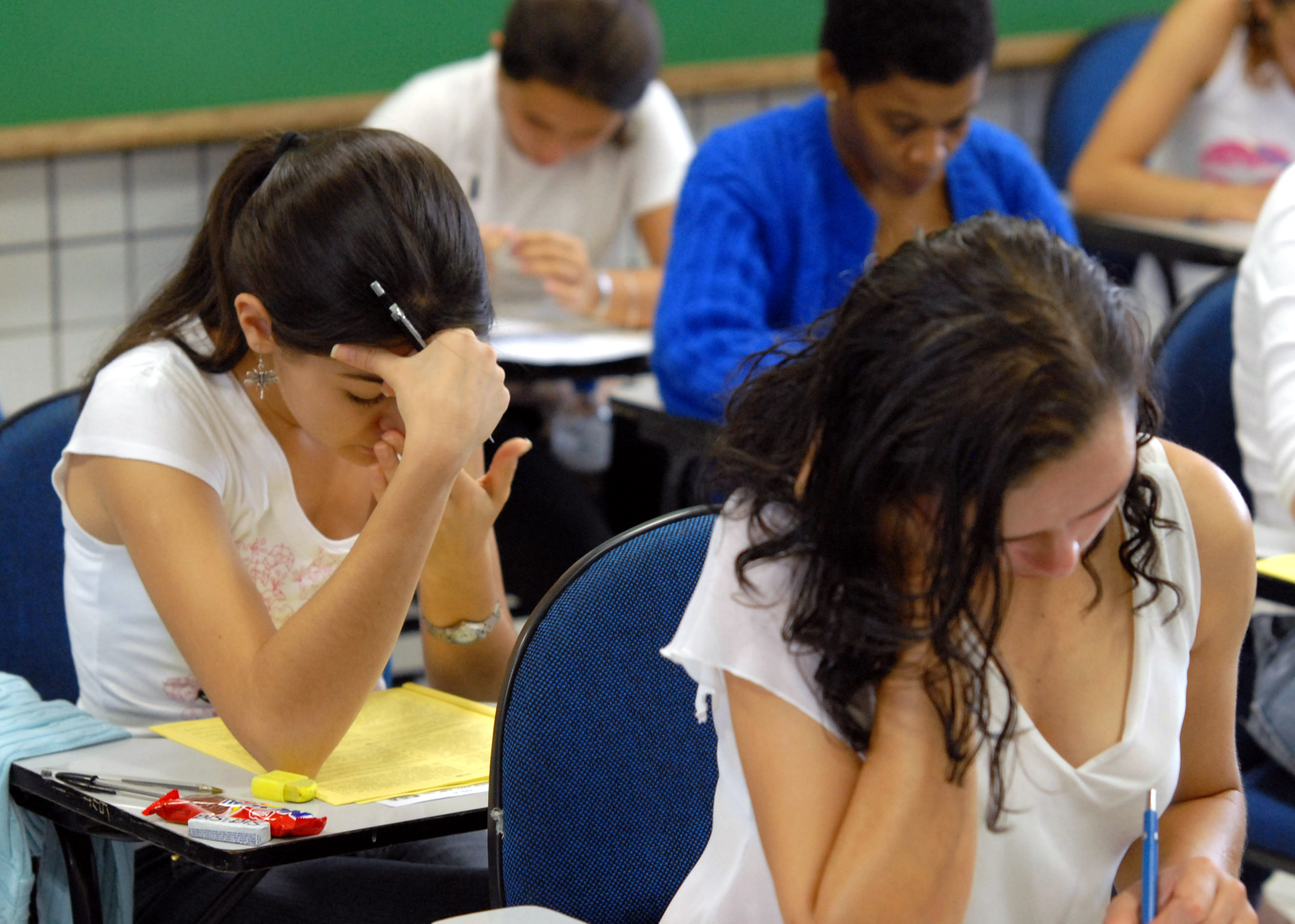
Participantes do Exame Nacional do Ensino Médio (Enem), ainda com o modelo antigo, em Brasília, no ano de 2007.

Em 2009, durante a gestão do ministro da Educação Fernando Haddad, no governo de Luiz Inácio Lula da Silva, foi introduzido um novo modelo de prova para o Enem, com a proposta de unificar o concurso vestibular das universidades federais brasileiras. O novo Enem passou a ser realizado em dois dias de prova, contendo 180 questões objetivas e uma questão de redação. Além disso, foi adotada a Teoria da Resposta ao Item (TRI) na formulação da prova, que permite que as notas obtidas em edições diferentes do exame sejam comparadas e até mesmo utilizadas para ingresso nas instituições de ensino superior. A implementação ficou a cargo de um dos maiores especialistas em Avaliação Educacional e Teoria da Resposta ao Item, Prof. Dr. Heliton Tavares, Diretor do Instituto Nacional de Estudos e Pesquisas Educacionais Anísio Teixeira. O planejamento do Enem incluiu a realização do exame pelo menos duas vezes ao ano a partir de 2012 e a subdivisão gradual do exame em sub-regiões, culminando na instalação de Centros de Aplicação espalhados pelo Brasil, principalmente nas instituições federais, onde os interessados poderiam agendar a realização do exame. Esta etapa necessitaria de um grande número de questões (banco de itens) previamente calibrados pela TRI na escala do Enem para garantir a comparabilidade dos resultados.
A segunda versão do Enem sofreu muitas críticas em relação à correção da redação. Em função disso, foram alterados em 2012 os critérios para correção das redações. Foi diminuída a discrepância necessária entre as notas dos dois corretores para que a redação seja corrigida por um terceiro corretor.

## Edições
| Ano  | Número de inscritos (confirmados) |
| ---- | --------------------------------- |
| 2024 | 4 325 960                         |
| 2023 | 3 933 970                         |
| 2022 | 3 409 682                         |
| 2021 | 4 004 764                         |
| 2020 | 5 783 357                         |
| 2019 | 5 095 308                         |
| 2018 | 5 513 662                         |
| 2017 | 6 731 186                         |
| 2016 | 8 627 371                         |
| 2015 | 7 792 025                         |
| 2014 | 8 722 290                         |
| 2013 | 7 173 574                         |
| 2012 | 5 791 332                         |
| 2011 | 5 380 857                         |
| 2010 | 4 626 094                         |
| 2009 | 4 148 721                         |
| 2008 | 4 018 070                         |
| 2007 | 3 568 592                         |
| 2006 | 3 742 827                         |
| 2005 | 3 004 491                         |
| 2004 | 1 552 316                         |
| 2003 | 1 882 393                         |
| 2002 | 1 829 170                         |
| 2001 | 1 624 131                         |
| 2000 | 390 180                           |
| 1999 | 346 819                           |
| 1998 | 157 221                           |

### 2009
Devido a fortes suspeitas de vazamento da prova, que teve cadernos furtados em uma das gráficas que a produziu, o exame que estava planejado para ser realizado em outubro de 2009 foi adiado. Com as datas remarcadas para 5 e 6 de dezembro de 2009, do total de 4,1 milhões de inscritos 37,7% abstiveram-se de realizar as provas no primeiro dia Desde que se tornou exame de principal acesso as instituições de ensino superior, o Enem tem passado por alguns problemas que causam descrença e temor entre estudantes. O primeiro problema foi o furto de provas ocorrido em 2009, que fez com que fosse remarcado para mais adiante. Posteriormente, o gabarito da prova foi divulgado com erros.

### 2010
Em 2010, vazaram informações sigilosas e pessoais de inscritos do Enem na internet. Imediatamente após a realização do Enem 2010, uma série de erros em um dos cadernos de provas, culminou a Justiça do Ceará a suspender os exames em todo o território nacional. Com o Ministério querendo reaplicar a prova para todos os prejudicados, a Justiça alegou que novas provas apenas para os que usaram os cadernos incorretos poderia prejudicar todos os outros inscritos no exame. Por causa de todo este imbróglio, certas instituições de ensino desistiram de usar o Enem como parte de sua nota. O Ministro da Educação, Fernando Haddad declarou que uma segunda prova seria aplicada aos alunos prejudicados pelos erros de impressão verificados em 0,3% das 10 milhões de provas impressas – erros que foram admitidos pela gráfica responsável, a RR Donnelley – a maior empresa gráfica  do mundo. Dos 33 mil cadernos com erro, 21 mil foram efetivamente distribuídos. A RR Donneley considera que esse índice de falha está dentro da margem de erro admitida para esse tipo de processo industrial. As novas provas do Enem serão aplicadas na primeira quinzena de dezembro, segundo o Ministério da Educação.

### 2011
A edição de 2011 foi marcada pela constatação de que alunos do colégio particular Christus de Fortaleza, tiveram acesso antecipado a cerca de 14 questões que foram cobradas no exame. Tal vazamento pode ter ocorrido durante um "pré-teste" do INEP realizado por alguns alunos daquela instituição no ano de 2010 ou no próprio Inep. Somente as provas do 639 alunos do colégio em questão foram canceladas, tendo sido refeitas posteriormente por eles. Houve ainda, notícias de que o tema da redação, referente ao "mundo digital" e às "redes sociais", tivesse sido vazado pelo repórter Lauro Neto do jornal O Globo às 13h59 de domingo, ao que o Inep afirmou na segunda (dia 24) que abriria uma investigação para apurar o ocorrido. Porém, esse vazamento ocorreu uma hora após o início da prova, ou seja, antes que os participantes pudessem deixar as salas de prova. As abstenções (um em cada quatro alunos faltou às provas, de acordo com o MEC) foram menores do que as do ano anterior, totalizando cerca de 1 milhão e 370 mil faltas, e custaram ao governo federal cerca de R$ 61 milhões de reais — quando calculado um valor de 45 reais por aluno inscrito (aqueles que não frequentam escola pública). Em alguns estados, como Pernambuco, a prova garantiria também carteira de motorista (pré-requisito para o mercado de trabalho) aos candidatos que tivessem um bom desempenho.
A primeira prova do Enem 2011, trazendo 90 questões de ciências humanas e ciências naturais, apresentou questões sobre revoltas árabes (como a Guerra Civil Líbia), impeachment de Collor, internet e o papel social das redes, crise econômica e ecologia (biodiesel e outros combustíveis). A prova de português e literatura trouxe autores recentes em cena e focou na interpretação de textos, enquanto a de matemática priorizou leitura de gráficos e interpretação de tabelas. A presidente Dilma Rousseff, no programa semanal Café com a Presidente, concluiu dizendo: "A aplicação da prova é um esforço de grandes dimensões que ocorreu este ano em 1.602 cidades de todo o país. E mobilizou 400 mil profissionais, entre professores, policiais, funcionários dos Correios e fiscais. Tudo isso nos ajuda a democratizar o acesso à universidade."
As notas da prova do Enem 2011 foram disponibilizados pelo INEP no dia 21 de dezembro do mesmo ano, antecipadamente a data prevista, que era só em janeiro.
O Ministério Público Federal no Ceará entrou em dezembro de 2011 com ação contra o exame por falta de transparência. Em São Paulo um estudante também conseguiu na Justiça a revisão da nota obtida na redação do Enem de 2011. A prova do aluno que estuda no colégio particular Lourenço Castanho tinha sido anulada, mas depois que a Justiça concedeu uma liminar para que ele pudesse ter acesso à correção, a nota passou de zero para 880 pontos (em uma escala que vai de zero até mil). Em janeiro de 2012, três estudantes do Rio de Janeiro conseguiram na Justiça o direito de saber como foi a correção de suas redações do Enem. As decisões ainda garantiram direito de revisão da nota, caso seja comprovado erro. Os três, todos vestibulandos de Medicina, discordaram da avaliação que tiveram.

### 2012
Na edição 2012 do exame, um número recorde: 5.790.989 estavam com inscrição confirmada para participar do exame. A maior de todas as edições até então. As provas foram realizadas em 3 e 4 de novembro, o gabarito divulgado em 7 de novembro e o resultado final em 28 de dezembro. O esquema de segurança para evitar possíveis fraudes e mudanças na correção custou R$ 266 milhões ao governo federal, ao custo por aluno de R$ 46, de acordo com o Inep. Lacres eletrônicos foram usados para o fechamento das maletas contando as provas.
Estima-se que o exame seja aplicado em 15.076 locais de prova distribuídos em 1.615 municípios em todas as regiões. Em janeiro de 2013, a Justiça Federal no Rio Grande do Sul suspendeu o Sisu. Diversas divergências na correção das redações desta edição fizeram gerar desconfiança na forma como as avaliações foram realizadas. Também, um candidato que escreveu uma receita de miojo na redação, e recebeu 560 pontos, gerou desconfiança por parte dos estudantes que alegarem terem redigido uma boa redação com uma nota igual ou inferior a esta.

### 2013
O Ministério da Educação registrou um novo recorde: 7.173.574 candidatos inscritos. Neste ano houve uma liminar em que garantia aos estudantes acesso ao espelho da redação. Logo em seguida foi derrubada essa liminar, pois segundo o procurador responsável, seria impossível logisticamente mostrar o espelho das redações a todos os candidatos que quisessem este ano. Se tratando de segurança, assim como no ano passado, malotes com lacre eletrônico foram usados. Elas foram guardadas em um quartel do Exército em São Paulo.
Nos dias das provas não foram registrados incidentes graves, mas o Ministério da Educação registrou diversos casos de estudantes que publicaram fotos e comentários em redes sociais de dentro dos locais de prova, o que é proibido. Automaticamente, 36 candidatos foram excluídos do exame por esse motivo, de acordo com o MEC, que estava monitorando as redes sociais no momento das provas. Ao todo, foram 1 522 estudantes eliminados da prova.

### 2014
Segundo dados do Ministério da Educação, o ano de 2014 registrou nova marca recorde no número de inscritos no ENEM: 9.519.827 estudantes, correspondendo a um aumento de 21,8% em relação ao ano anterior. No entanto, deste montante, 8.721.946 de inscrições foram efetivadas e 6.193.565 candidatos realizaram as provas (71% do total de inscritos). Após a divulgação do resultado, ainda destaca-se nesta edição o baixo desempenho médio, sendo que, por exemplo, apenas 2,1 milhões obtiveram nota acima de 4,5 e 529.374 obtiveram nota zero na redação (8,5% dos candidatos). 1 519 candidatos foram eliminados da prova.

### 2015
Em 2015, foram 7 746 436 candidatos inscritos, com abstenção de 25,5%. 743 pessoas foram eliminadas do exame, sendo a maioria por uso de equipamentos inadequados, 63 no detector de metais, e apenas três por postarem fotos de dentro do local da prova. Comparado com anos anteriores, o número de pessoas eliminadas caiu muito, o que indica uma "cultura de respeito às regras", de acordo com o Ministro da Educação Mercadante. Participantes que não puderam realizar a prova devido a ocorrências médicas, queda de energia ou erros da equipe de aplicação da prova poderão realizar o exame novamente. Aproximadamente 529 mil candidatos tiraram zero na redação. A prova abordou filósofos como Simone de Beauvoir,  Max Weber, Nietzsche e Paulo Freire, e o tema da redação foi “A persistência da violência contra a mulher na sociedade brasileira”.

### 2016
Em 5 de abril de 2016, foi criada a Hora do Enem, uma ferramenta gratuita criada pelo governo. O estudante encontra na plataforma Hora do Enem um conjunto de ações, como simulados e videoaulas, para auxiliar na preparação dos estudantes, em parceria com professores no canal TV Escola. 5.848.619 candidatos fizeram as provas nos dois dias de exame. A abstenção foi de 30% e 768 candidatos foram eliminados por irregularidades. Entre os candidatos eliminados, 641 foram por “descumprimento de regras gerais”. Entre os motivos estão descumprimento da regra que exige uso de caneta transparente ou atraso. O uso de detector de metais eliminou 120 candidatos. Sete inscritos foram eliminados por se recusar a fazer o teste de biometria, novidade nesta edição.

### 2017

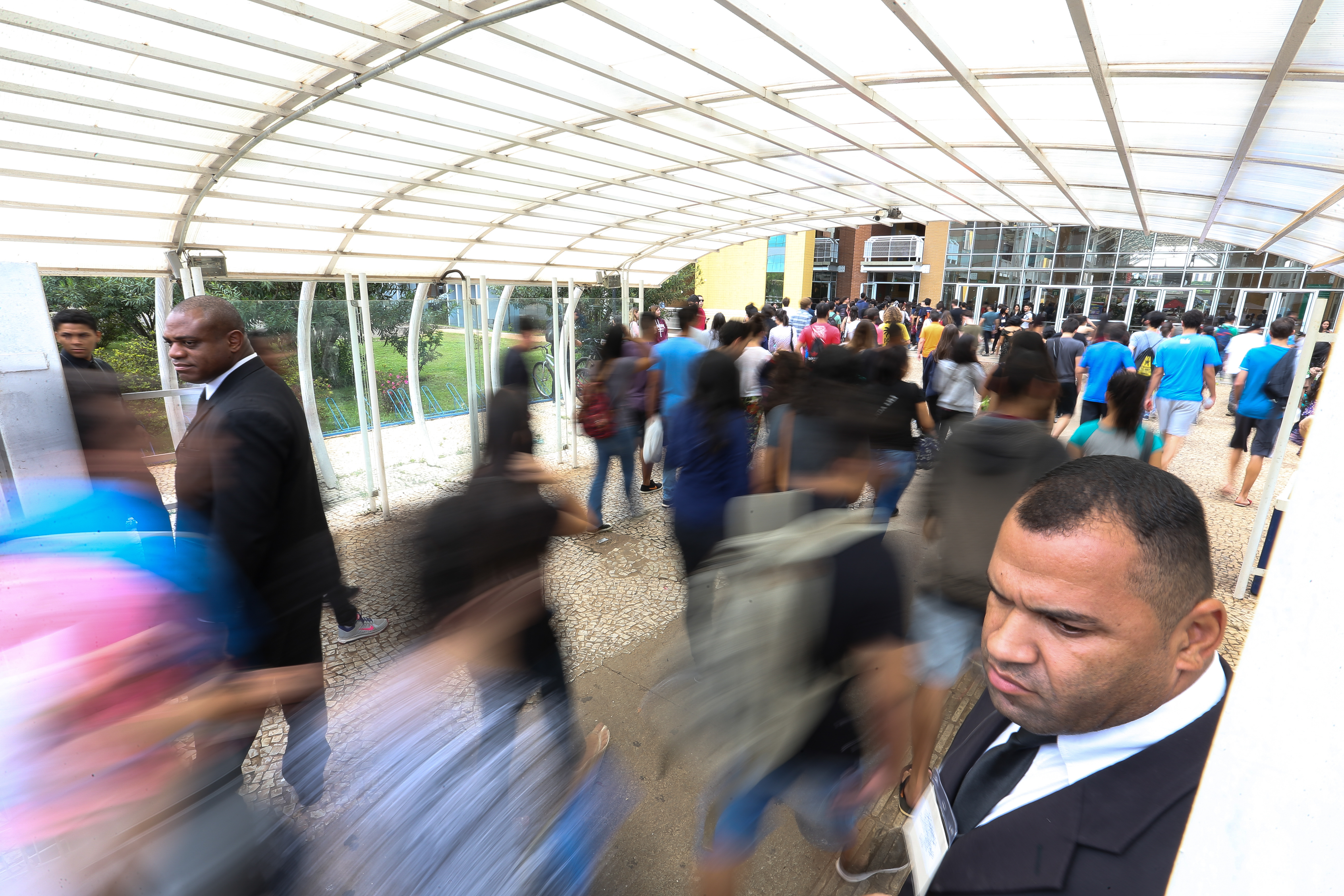
Candidatos do Enem 2017 em uma escola de Brasília

Em 2017, a edição contou com 7,6 milhões de inscrições, demonstrando uma queda em relação ao ano anterior, que angariou 9,2 milhões de inscrições. Neste ano, as provas passaram a ser aplicadas em dois domingos, mantendo o mesmo horário de realização. Dos 7,6 milhões de inscritos, 58,6% eram mulheres e 41,4% homens; além disso, estimou-se um gasto de R$ 589 milhões para a ocorrência do certame. Nesta edição, deu-se fim à emissão de certificados de conclusão do ensino médio, retirando quase 1 milhão de estudantes da prova e dando origem ao Exame Nacional para Certificação de Competências de Jovens e Adultos (ENCCEJA). Pela primeira vez o exame foi personalizado, sendo impressos nas provas de cada participante o seu nome e número de inscrição. No que tange a contextualização da prova, foi vetado, a partir de uma liminar expedida dez dias antes da prova, o direito de conceder nota zero às redações que infrinjam os direitos humanos. Por conseguinte, 291.806 redações foram anuladas, das quais 4.798 feriram os direitos humanos. Em contrapartida, 53 estudantes obtiveram nota mil na redação.

### 2018
Para a edição de 2018, o Inep anunciou algumas modificações. No que tange o edital oficial, houve a anulação do item que garante a atribuição de nota zero às redações que infrinjam os direitos humanos. No entanto, a incoerência pode retirar até 200 pontos do candidato, de acordo com as competências avaliadas. No segundo dia de prova, as áreas de Ciências da Natureza e Matemática foram contempladas com mais 30 minutos de avaliação, resultando em 5 horas totais. Após a modificação no horário, surgiram boatos de que as provas teriam um nível maior de dificuldade. Isto foi, portanto, desmentido pelo Inep. Ademais, outra novidade é o requerimento de isenção antes da realização das inscrições, o que resultou uma queda de 19% das solicitações anteriores.
Nesta edição houve duas polêmicas: uma delas foi durante uma questão da prova de Linguagens, Códigos e Suas Tecnologias em que envolvia um texto citando o pajubá, espécie de dialeto de origem africana usada por travestis. Durante uma entrevista ao programa Brasil Urgente exibida em 5 de novembro, um dia após o exame, o presidente eleito Jair Bolsonaro afirma que a questão não mede conhecimento algum e que o Enem terá que cobrar conhecimentos úteis. Também afirmou que em sua gestão, o Ministério da Educação “não tratará de assuntos dessa forma”. O caso também rendeu comentários nas redes sociais com piadas e até mesmo pedido de anulação da questão por parte da ala conservadora. Já a segunda se trata de uma questão de Matemática e Suas Tecnologias, onde um grupo de professores denunciou plágio numa questão que envolvia o cálculo de duração de uma pena para crimes como tráfico ilícito e produção não autorizada de drogas. A mesma questão já havia caído numa prova do vestibular de 2014 da Universidade Federal do Paraná. Após constatado o erro, o INEP anunciou uma sindicância para apurar responsabilidade, podendo resultar em processos administrativos, civis e criminais e em seguida a questão foi anulada da prova. O reitor da universidade, Ricardo Fonseca, colocou a universidade a disposição para investigar o caso junto a bancada organizadora.
Nesse ano, a abstenção chegou a  24,9% no 1° dia, a menor desde 2009 e no 2° dia a 29%, representando  uma queda de 1% desde a edição anterior. Com relação a redação, pela primeira vez houve uma queda nas redações nota zero, chegando a 112.559, enquanto que 55 textos chegaram a nota máxima, registrando um aumento de 1% com relação ao ano anterior que teve 53 notas mil. Entre as notas máximas, 42 foram escritas por mulheres, enquanto que 13 foram por homens. A nota média obtida nesta edição foi de 522,8.

### 2019
Dando seguimento ao certame anterior, o Enem 2019 sofreu mudanças que fazem parte de um processo de otimização e de redução de custos de realização. Publicado em 11 de março de 2019 no Diário Oficial da União, o edital informa mudanças ligadas à coleta de dado biométrico, que passará a utilizar uma esponja de múltiplo uso; e uma nova diagramação do caderno de provas, que passa a contar com um espaço em branco ao final, para fins de cálculos e da elaboração do rascunho da redação. Em relação aos coordenadores e fiscais, o processo de capacitação será realizado à distância, por meio de uma plataforma exclusiva. Outra mudança seria no horário de realização das provas para as regiões Norte e Nordeste, que ganharam um acréscimo de uma hora devido a extinção do horário de verão. Para os estados do Nordeste e no Pará, Amapá e Tocantins, as provas serão realizadas junto com os estados do Centro-Oeste, Sudeste e Sul, já que desde então ocorriam com uma hora de atraso.
Ambos os dias de realização do exame angariaram novos números. O primeiro domingo, 3 de novembro, contou com o comparecimento de 3,9 milhões de estudantes, isto é, de 76,9% dos inscritos. Em contrapartida, houve abstenção de 23,1%, o que corresponde a 1,2 milhão de ausentes. No mesmo dia, houve um recorde de 91% de estudantes que acessaram o Cartão de Confirmação. No segundo domingo, 10 de novembro, houve um recorde histórico de 72,9% dos inscritos presentes, superando o ano anterior com participação de 75,24%. Em contrapartida, houve 27,19% de abstenção, menor taxa desde a aplicação de 2009.
Apesar das extremas normas de segurança para a garantia da lisura da execução do certame, houve vazamentos nesta edição. Em 3 de novembro, uma foto com a proposta de redação vazou minutos após o início da prova. No mesmo dia, o Ministério da Educação confirmou o vazamento, mas assegurou que a divulgação insidiosa não afetaria a prova. O Ministro da Educação, Abraham Weintraub, divulgou, no dia, que a origem do vazamento era de Pernambuco. Em consonância, a Polícia Federal deflagrou a Operação Troth com o intuito apurar o caso. Em 10 de novembro, houve um segundo vazamento, o qual exibia a íntegra da prova do segundo dia. O MEC informou que já havia identificado os responsáveis, mas não ofereceu maiores detalhes sobre a situação. Uma questão de Ciências Humanas e suas Tecnologias foi anulada devido à repetição do ano anterior, na prova específica para candidatos com deficiência visual.
Com relação as redações, houve uma queda de 1% nas notas máximas comparado ao ano anterior. Somente 53 estudantes tiraram nota mil, tendo em sua maioria mulheres e com destaque a região sudeste com 45,3%, seguido do nordeste com 32%. O estado com o maior número de notas máximas foi Minas Gerais com 13 candidatos. Já o total de notas zero foi de 143.736, com 56 mil folhas em branco.

### 2020
Para essa edição, a novidade foi a implementação do Enem Digital, onde os participantes podem realizar a prova por meio de um computador com o acesso a internet bloqueado. No entanto, este formato está em fase de testes e será realizado em quinze capitais brasileiras. As datas escolhidas inicialmente foram: 1° e 8 de novembro de 2020 para as provas impressas, 22 e 29 de novembro para as provas digitais. Porém, mesmo que todas as escolas estejam fechadas devido a Pandemia de COVID-19 no Brasil, ocasionando na antecipação das férias e no cancelamento do calendário letivo e até mesmo com a implementação da educação a distância, o calendário inicial da prova foi mantido, deixando uma grande parte dos estudantes, entre eles de zonas rurais e favelas que não possuem acesso a internet de fora da rotina de preparação para a prova, o que gerou diversos debates e até manifestações apoiadas por digitais influencers e políticos pedindo o adiamento do ENEM. A edição levou ao adiamento da prova devido à situação de calamidade pública, sendo selecionados os dias 17 e 24 de janeiro (prova impressa) e 31 de janeiro e 7 de fevereiro (digital), com o resultado final sendo divulgado no dia 29 de março de 2021.
Os candidatos que apresentarem os sintomas da COVID-19 antes da aplicação da prova não deverão comparecer, tendo que solicitar a reaplicação da provas, agora marcadas para os dias 23 e 24 de fevereiro de 2021. Para fazer o processo, deve ser registrado o pedido na página do participante seguindo os passos necessários e para agilizar o processo, deve ligar para a central de atendimento do INEP. Entre as mudanças na edição, estão a redução da capacidade para 50% nas salas de aula, disponibilização de álcool em gel, recomendação de lavar as mãos com água e sabão nos banheiros e possibilitar ao máximo a ventilação. O uso de máscara também passa a ser obrigatório, podendo levar duas para realizar a troca, sendo também verificadas pelos fiscais para evitar irregularidades.
Em 13 de janeiro de 2021, a Justiça Federal determinou a suspensão do exame apenas para o estado do Amazonas devido a situação de calamidade pública por conta da Pandemia de COVID-19. Também na decisão, caso uma cidade tenha apresentado um elevado risco de contágio, está autorizada a solicitar a interrupção do exame e solicitar ao Inep uma nova data para as provas. Antes da decisão, a Prefeitura de Manaus teria anunciado que não liberaria suas escolas para a realização do exame, situação também adotada em Parintins. Uma grande mobilização de estudantes pelo novo adiamento do Enem começou a tomar força nas redes sociais faltando 7 dias para a realização do exame. No dia 12, a Justiça Federal em São Paulo negou o pedido da Defensoria Pública da União para o adiamento da prova e disse que a responsabilidade de adiar as provas é dos municípios.
Sob polêmica de candidatos barrados dos locais de prova devido a capacidade máxima ter sido atingida, o primeiro dia teve uma abstenção recorde de 51,5%, equivalente a 2.842.332 inscritos, sendo o maior número de faltosos desde 2009. A quantidade de presentes foi de 2.680.697 inscritos, equivalente a 48,5%. Já o segundo dia superou o recorde de faltas do primeiro e chegou a 3.052.633 faltosos, correspondente a 55,3% dos inscritos. Apenas 2.470.396 participantes fizeram a prova, correspondendo a 44,7% dos inscritos. A divulgação do gabarito extraoficial no dia 27 de janeiro de 2021, ficou marcada por polêmicas após erros serem destacados pelos candidatos, além de acusações de racismo em uma questão da língua inglesa e também em uma questão de língua portuguesa, ambas na área de linguagens, códigos e suas tecnológicas. Por conta da polêmica, o gabarito foi modificado nas duas questões no dia 28 e mesmo assim, estudantes ainda contestaram mais erros em outras questões.

### 2021
A edição ficou marcada com os riscos de não acontecer em 2021, em razão do aperto do calendário para a elaboração da prova, o que dificultaria a realização da prova entre os meses de outubro e novembro. Além disso, chegou a ser discutido uma possível aplicação da prova para o mês de janeiro de 2022.
No dia 2 de junho de 2021, o edital é publicado e é anunciado os dias 21 e 28 de novembro para a realização da prova. Tanto o Enem impresso, como o Enem digital, serão realizados no mesmo período, como forma de ganhar tempo para a elaboração do caderno de questões, segundo o Inep. Entre as novidades no Enem digital, está a adaptação da prova para candidatos com deficiência, sendo elas: a prova superampliada e com contraste (voltada para pessoas com baixa visão), e locais de aplicação com acessibilidade. As inscrições aconteceram de 30 de junho a 14 de julho e o prazo de pagamento foi até o dia 19 do mesmo mês.
Apenas 4 004 764 pessoas se inscreveram, menor número desde a edição de 2007, mas apenas 3 109 762 tiveram suas inscrições confirmadas com o pagamento da inscrição, menor número desde 2005.

### 2022
Essa edição ficou marcada com a queda do número de inscrições, chegando a 3.409.682 milhões de inscritos, superando a quantidade negativa do ano anterior. Na versão digital, 66.544 pessoas fizeram as inscrições.

### 2023
Em comparação com o ano anterior, o número de pessoas inscritas subiu em 540.000 (ou 16% de crescimento), totalizando cerca de 3,9 milhões de inscritos. Segundo um levantamento do jornal O Globo, o número de inscrições de pessoas pobres foi o que mais cresceu em 2023, correspondendo a 453.000 do total das novas inscrições. O número de alunos oriundos de escolas públicas aumentou em 5% na edição de 2023 comparativamente à do ano anterior.
Em 2023, o INEP encerrou o Enem Digital, em que os participantes necessariamente iam às escolas para realizar a prova em computadores, e cujo custo total em 2022 foi de R$ 25,3 milhões, custando R$ 860 por participante, ao passo que no mesmo ano o custo da prova impressa foi de R$ 160 por participante.  Além disso, recursos digitais, como vídeos e áudios não foram usados na versão digital.
Devido aos danos causados por fortes chuvas no Estado de São Paulo em 03 de novembro (dois dias antes da aplicação), 84 dos 308 locais de prova estaduais ficaram, até a manhã do dia da prova, sem energia. A ENEL, distribuidora de energia do Estado de São Paulo, afirmou que o fornecimento já havia sido totalmente restabelecido, embora pais e estudantes que se situavam na UniDrummond (local de aplicação de prova), na cidade de São Paulo, tenham relatado que ainda faltava energia no local no momento da realização do exame. A empresa afirmou que nos casos em que não houvesse possibilidade de reparo da rede, seriam fornecidos geradores de energia. O INEP assegurou que os candidatos eventualmente afetados de alguma forma pelas chuvas poderão pedir a reaplicação do Enem 2023.
Horas antes do exame iniciar, houve um vazamento completo da prova de Linguagens, Códigos e Suas Tecnologias, Ciências Humanas e Suas Tecnologias e Redação. Tal contestação foi confirmada após uma equipe de jornalistas do jornal O Globo receber as fotos das provas e comparar com uma prova de um candidato que tinha acabado de sair. O ocorrido foi relatado pelo INEP, que acionou a Polícia Federal.

### 2024
Em razão das enchentes no Rio Grande do Sul, os candidatos gaúchos teriam isenção nas taxas de inscrição, além de prazos exclusivos no calendário para novas inscrições.  Antes previsto para acabar no dia 7 de junho, o prazo para que os candidatos se inscrevessem no exame foi ampliado para o dia 14.

### 2025
Os dias escolhidos para realização das provas foram o período entre 9 e 16 de novembro. No entanto, em razão da realização da Conferência das Nações Unidas sobre as Mudanças Climáticas (COP-30), as cidades de Belém, Ananindeua e Marituba aplicariam o exame nos dias 30 de novembro e 7 de dezembro em comum acordo com o Ministério da Educação.

## Prova

### Estrutura
| Dia | Duração | Área do conhecimento                    | Componentes curriculares | Questões |
| --- | ------- | --------------------------------------- | --- | -------- |
| 1º  | 5h 30m  | Linguagens, Códigos e suas Tecnologias  | Língua Portuguesa, Literatura, Língua Estrangeira (Espanhol ou Inglês), Artes, Educação Física e Tecnologias da Informação e Comunicação | 45       |
| 1º  | 5h 30m  | Ciências Humanas e suas Tecnologias     | História, Geografia, Filosofia e Sociologia                                                                                              | 45       |
| 1º  | 5h 30m  | Redação                                 | Redação dissertativa-argumentativa | 1        |
| 2º  | 5h 1    | Ciências da Natureza e suas Tecnologias | Biologia, Física e Química | 45       |
| 2º  | 5h 1    | Matemática e suas Tecnologias           | Matemática | 45       |

1A partir de 2018, o Ministério da Educação estendeu o segundo dia de provas em mais 30 minutos, totalizando 5 horas.
O Enem é uma prova diferente dos vestibulares tradicionais aplicados pelas próprias universidades, pois tem como característica a transdisciplinaridade. O conceito de transdisciplinaridade consiste em formular questões que dependem do uso de duas ou mais disciplinas aprendidas no ensino médio para obter sua resposta.
Muitas faculdades e universidades usam a nota do Enem em seus processos seletivos. Isso tem feito com que cada vez mais alunos participem anualmente da prova. Em Portugal, a Universidade de Lisboa, a Universidade de Coimbra, a Universidade da Beira Interior (na cidade de Covilhã), aceitam a nota do Enem para seriar os candidatos.
O novo modelo de prova do Enem, utilizado desde outubro de 2009, conta com 180 questões e uma redação, 45 para quatro partes, excluindo a redação, sendo a prova dividida em 5 partes (Linguagens, Matemática, Ciências da Natureza, Ciências Humanas e Redação) no total. A partir de 2017, as provas são realizadas em dois domingos seguidos (antes era aos sábados e domingos). No primeiro dia, são 90 questões com 5h e 30min de duração (concentrado nas disciplinas de humanas), e mais 90 questões no segundo dia com 5h de duração (concentrado nas disciplinas de exatas), o que dá uma média de 3 minutos para os alunos responderem os questionários e preencherem os gabaritos.
As questões são de múltipla escolha com cinco alternativas (de A a E) e apenas uma correta. Para evitar fraude, a prova é realizada em versões identificadas por cores (amarela, branca, cinza, rosa e azul). O que difere uma prova da outra é a ordem das questões e alternativas. No entanto, as questões e textos das provas são os mesmos. Por objetivar avaliar competências e não informações, a prova não é dividida em matérias. Também não é indicada a competência a ser avaliada em cada questão, portanto, as questões são colocadas em uma sequência sem qualquer tipo de agrupamento.
O novo Enem mantem a exigência de compreensão dos enunciados, mas cobra mais domínio sobre o conteúdo do Ensino Médio e valoriza o lado lógico e de interpretação do aluno, em um método totalmente diferente daqueles que os vestibulares geralmente utilizam fazendo com que o aluno decore fórmulas e datas. O Enem visa avaliar a capacidade de raciocínio e as ideias do aluno.

### Ciências da Natureza e suas tecnologias
A avaliação de ciências da natureza e suas tecnologias engloba Biologia, Física e Química. Não raro, o Enem busca temas capazes de unir diferentes disciplinas em uma mesma pergunta para testar se o aluno tem domínio de conceitos das três matérias para responder um único enunciado. Um exemplo é a energia, presentes nestas três áreas científicas, além de temas atuais propagados pela mídia, como lei seca, etilômetro, petróleo, biotecnologia, etc.

### Ciências Humanas e suas tecnologias
Essa avaliação engloba História, Geografia, Filosofia e Sociologia. Como na prova anterior, uma mesma questão pode vir carregada com um tema disponível em todas essas disciplinas. Tais competências pretendem avaliar o comportamento ético e a visão de mundo dos candidatos; geralmente na prova de ciências humanas e suas tecnologias o Enem se utiliza de gravuras históricas, documentos, cartas, trechos de livros para realizar perguntas concernentes a identidade e cultura, território, Estado, direito, evolução tecnológica, revolução comportamental, cidadania e democracia, entre outros.

### Linguagens, Códigos e suas Tecnologias
Esta prova apresenta questões relacionadas à Língua portuguesa, Literatura, Língua estrangeira (Inglês ou Espanhol), Artes, Educação Física e Informática; junto a ela é anexada a prova de Redação. As questões de Literatura concentram-se na leitura obrigatória indicada pelos processos seletivos, que se dividem principalmente entre os principais autores e movimentos da literatura brasileira e da literatura portuguesa. As questões da disciplina Educação Física abordam temas relacionados a esportes, qualidade de vida, cultura folclórica, dança, entre outros; sendo assim, destacada a aplicação cotidiana da atividade física, levando em consideração a fisiologia do exercício e seus benefícios, além dos seus aspectos sociais e culturais. Outro quesito considerado relevante no Enem é a articulação da Educação Física com a linguagem, a arte e a expressão corporal.

### Matemática e suas Tecnologias
Esta prova apresenta questões relacionadas à Matemática propriamente dita. Como se prevê, pode trazer tópicos como a aritmética, a geometria, etc. em enunciados relacionados ao cotidiano.

### Redação
A prova de redação exige do candidato um texto dissertativo-argumentativo de no máximo 30 linhas e um mínimo de 7 ou 8 linhas. Prezando o ensino analítico, o Enem dá especial importância ao raciocínio, à reflexão e à análise crítica. São comuns as escolhas de grandes debates abertos e aquecidos pelas variadas mídias, como o de 2009, que sugeriu aos estudantes uma redação sobre a ética em face da ampla abordagem nacional pela imprensa de diversos escândalos de corrupção na política brasileira.
O Enem oferece um espaço para rascunho e entre suas instruções está a de que não é avaliada qualquer produção — rascunhos, planos de texto, etc. — fora do espaço destinado à redação. Também é comum as instruções virem acompanhadas de um enunciado sugerindo o tema, algumas questões a serem desenvolvidas pelo candidato, e talvez uma antologia de textos ou desenhos produzidos por artistas nacionais para auxílio do reconhecimento do tema a ser abordado. Apresentada a situação-problema, que pode ser de ordem política, social e/ou cultural, pede-se que o candidato reflita, argumente e apresente uma solução para o problema proposto.
Provavelmente, o critério mais importante para uma redação do Enem é justamente o posicionamento do candidato diante do tema proposto. Esse posicionamento é revelado não só por meio de um conhecimento teórico mas também de seu repertório, que pode incluir leitura de jornais, livros, revistas e noticiários televisivos, a fim de construir uma argumentação convincente a favor de seu ponto de vista. Entre outras diretrizes básicas já apresentados no site do Enem para uma boa redação, estão os eixos cognitivos (aqueles comuns a todas as áreas do conhecimento), que incluem os itens enunciados na seção abaixo de competências e habilidades, como dominar linguagens, compreender fenômenos, enfrentar situações-problema, construir argumentação e elaborar propostas.
Cada redação passa pela vista de dois corretores que não conhecerão a nota atribuída pelo outro; a nota final, que vai até mil pontos, corresponde à média aritmética simples das notas dos dois corretores. Caso ocorra discrepância na nota dos corretores de 200 ou mais pontos no total, ou de 80 ou mais pontos em qualquer uma das competências, a redação em questão é corrigida por um terceiro corretor. Se a nota do terceiro corretor for discrepante, a redação é avaliada por uma banca composta por três novos corretores, que corrige a redação e dá uma nova nota final.
Além dos critérios aqui já explicados, outras das principais características que uma redação precisa ter para ser aprovada pelos corretores é a de conter ideias pró-direitos humanos, meio ambiente, cidadania e justiça social. A redação do Enem é avaliada de acordo com cinco competências: compreensão da proposta; domínio da norma padrão da língua escrita; seleção, organização, e interpretação de informações; construção da argumentação; e elaboração de proposta de solução para o problema abordado.

### Competências e habilidades
O Enem é estruturado a partir de 5 competências – definidas como modalidades estruturais da inteligência, ações e operações que utilizamos para estabelecer relações com e entre objetos, situações, fenômenos e pessoas que desejamos conhecer – e 21 habilidades, definidas como decorrentes das competências adquiridas e que se referem ao plano imediato do “saber fazer”, articulando-se por meio das ações e operações.

### Custo
| Ano  | Taxa de inscrição |
| ---- | ----------------- |
| 2023 | R$85              |
| 2022 | R$85              |
| 2021 | R$85              |
| 2020 | R$85              |
| 2019 | R$85              |
| 2018 | R$82              |
| 2017 | R$82              |
| 2016 | R$68              |
| 2015 | R$63              |
| 2014 | R$35              |
| 2013 | R$35              |
| 2012 | R$35              |
| 2011 | R$35              |
| 2010 | R$35              |
| 2009 | R$35              |

A maioria dos estudantes inscritos no ENEM conseguem isenção da taxa de inscrição. Podem receber isenção estudantes que estejam concluindo o Ensino Médio em uma escola pública; pessoas que estudaram todo o Ensino Médio em escola pública ou em particular com bolsa integral e que tenham baixa renda; e pessoas em situação de vulnerabilidade socioeconômica inscritas no CadÚnico.
Estudantes que tenham recebido isenção mas não compareceram ao exame perdem o direito à isenção na edição seguinte do exame, exceto se justificarem sua ausência, como em casos de emergência médica. Os demais interessados em realizar a prova precisam pagar uma taxa de inscrição, que tinha o valor de 35 reais até 2014, quando começou a ser reajustada, chegando a R$85 por inscrito em 2022.

## Uso

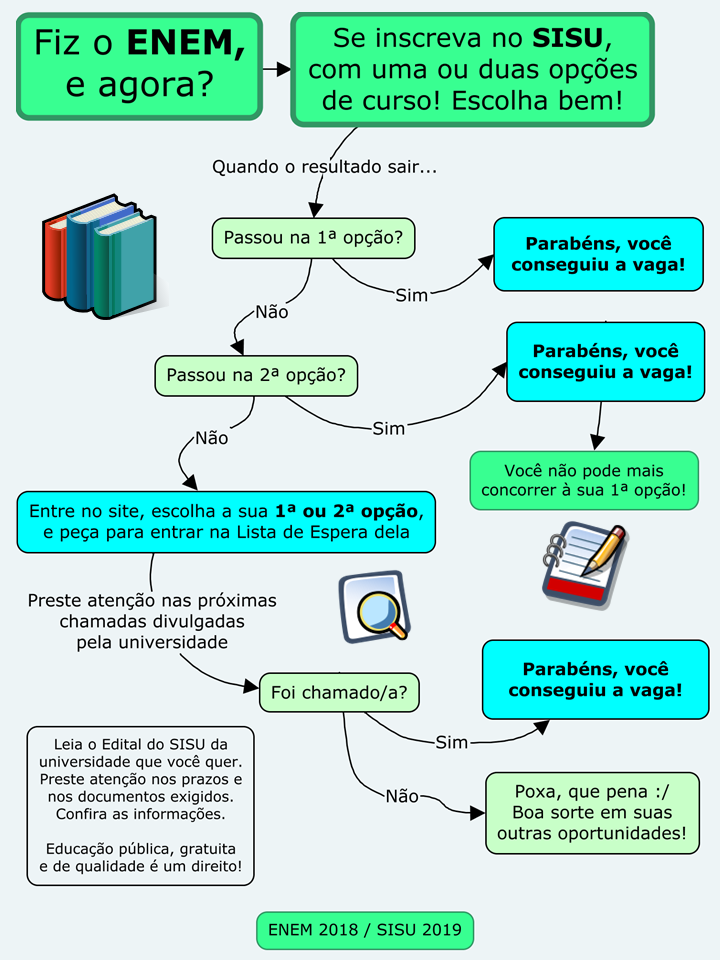
Fluxograma sobre o funcionamento do SISU

### Pelos participantes
A nota do Enem pode ser utilizada como acesso ao ensino superior em universidades brasileiras ou estrangeiras que aderiram ao certame como forma única ou parcial de seleção. Cada universidade tem autonomia para aderir a utilização da nota do exame conforme julgue melhor. Há três principais programas criados pelo Governo Federal brasileiro para ingresso no ensino superior com o desempenho obtido no concurso, são eles o SiSU, ProUni e FIES. No Sistema de Seleção Unificada (SiSU) o participante concorre a vagas em instituições públicas de ensino superior (federais e estaduais). Já o Programa Universidade para Todos (ProUni) é um sistema que o candidato concorre a bolsas de estudos, podendo ser integrais ou parciais, em instituições privadas de ensino superior.
 Por fim, o Fundo de Financiamento do Estudante do Ensino Superior (FIES) é uma linha de crédito com inventivos e recursos do Governo brasileiro para financiar a formação dos estudantes em instituições privadas.
No entanto, muitas universidades públicas possuem sistemas de seleção próprios com base na nota Enem e não sendo participantes do SiSU. Como é o caso da Universidade de São Paulo que saiu do SiSU e criou o Processo Seletivo ENEM-USP, da Universidade Estadual de Campinas com o ENEM-Unicamp e da Universidade de Brasília com o acesso à UnB pelo ENEM.

### Pelos órgãos governamentais
Os resultados do Enem são utilizados pelo governo do país como ferramenta para avaliar a qualidade geral do ensino médio no país, orientando as políticas educacionais do Brasil. Os dados apontados por essas avaliações têm mostrado, por exemplo, a distância entre o nível do ensino público e o particular. Mesmo numa prova que avalia habilidades e competências, em detrimento da memorização de conteúdos, a diferença de notas entre alunos de um e outro sistema de ensino é de 62% de diferença nas notas em 2005.

### Resultados
O resultado do Enem de determinado ano sai apenas no ano seguinte. Logo, em 2009, levou-se em consideração a pontuação do ano de 2008. As notas de cada escola vão de 0 a 100, de acordo com a média das notas dos alunos de cada instituição que participaram do exame. Há críticas quanto ao sistema de pontuação do Enem, já que a pontuação de cada escola não necessariamente reflete a qualidade da mesma. Do mesmo modo, a classificação melhor ou pior não necessariamente indica que uma escola é melhor ou pior do que outra.
Com base no ENEM 2008, pode-se afirmar que entre os fatores sociodemográficos que influenciam negativamente na nota do ENEM, podemos citar a idade do candidato, o fato de trabalhar, possuir irmãos que dividam os recursos disponíveis para a sua educação, estudar no período noturno. Com relação ao sexo, no ENEM 2008, os homens foram melhor na prova objetiva e as mulheres na prova de redação. Quanto à cor de pele, pretos e pardos obtiveram nota média inferior a brancos e amarelos.
O nível educacional dos pais e a renda familiar são os determinantes mais fortes do desempenho do aluno, pelo fato de estarem correlacionados com o nível de recursos disponíveis para serem gastos com educação. A quantidade de moradores no domicílio, no entanto, diminui a quantidade desses recursos disponíveis para o jovem em idade escolar, fazendo o seu desempenho no exame desinflar. Em todo o Brasil, a média das pontuações de todas as escolas foi 43.930. A instituição com a melhor nota nacional em 2008 foi o Colégio de São Bento, no Rio de Janeiro.